# Maria Elena Sánchez
Maria Elena Sánchez González (* 22. Oktober 1994 in Terrassa, Spanien) ist eine spanische Wasserballspielerin. Sie gewann eine olympische Silbermedaille sowie eine Silbermedaille bei Weltmeisterschaften. Bei Europameisterschaften erhielt sie einmal Gold und einmal Bronze.

## Sportliche Karriere
Die 1,77 Meter große Torhüterin war bis 2017 beim Club Natació Sabadell und danach drei Jahre beim Club Natació Sant Andreu. Ab 2020 spielte sie für Centre Natació Mataró.
Sánchez war mit der spanischen Juniorinnen-Nationalmannschaft 2013 Zweite bei den Juniorenweltmeisterschaften.
In der spanischen Nationalmannschaft war Sánchez meist Ersatztorhüterin hinter Laura Ester. 2018 siegte Spanien bei den Mittelmeerspielen in Tarragona vor den Italienerinnen und den Griechinnen. Bei der Europameisterschaft in Barcelona bezwangen die Spanierinnen in der Vorrunde die deutsche Mannschaft mit 27:2, wobei Sánchez elf Würfe der Deutschen abwehren konnte. Im Halbfinale unterlagen die Spanierinnen den Griechinnen mit 9:11, in diesem Spiel konnten weder Ester noch Sánchez einen Wurf parieren. Im Spiel um Bronze, das die Spanierinnen mit 12:6 gegen die Ungarinnen gewannen, kam Sánchez nicht zum Einsatz. Bei der Weltmeisterschaft 2019 in Gwangju bezwangen die Spanierinnen im Halbfinale die ungarische Mannschaft mit 16:10. Im Endspiel trafen Spanien und die Mannschaft aus den Vereinigten Staaten aufeinander und die Amerikanerinnen gewannen mit 11:6. Im Januar 2020 siegten die Spanierinnen bei der Europameisterschaft in Budapest durch ein 13:12 gegen die Russinnen, nachdem sie im Halbfinale die Ungarinnen mit 11:10 bezwungen hatten. Bei den 2021 ausgetragenen Olympischen Spielen in Tokio erreichten die Spanierinnen mit einem 8:6 im Halbfinale gegen die Ungarinnen das Finale. Dort trafen sie auf die Mannschaft aus den Vereinigten Staaten, die Amerikanerinnen siegten mit 14:5. Sánchez wurde im Finale für 2:35 Minuten eingewechselt und konnte einen Wurf verteidigen.